# Матрона (Николић)
Матрона (световно Живанка Николић; Велико Градиште, 19. октобар 1913 — Манастир Тумане, 20. август 2001) била је монахиња Српске православне цркве и игуманија Манастира Тумане.

## Биографија
Игуманија Матрона (Николић) рођена је 19. октобра 1913. године у селу Велико Градиште, од побожних и честитих родитеља земљорадника. Приликом крштења је добила име Живанка.
Основну школу завршила је у свом селу. Ступа у Манастир Миљково код Гложана, 1961. године као искушеница код схи-игуманије Доротеје (Бојковић). Замонашена је у малу схиму 3. децембра 1962. године у Миљкову, од игумана Васијана (Мишића), добивши монашко име Матрона. Премештена је по својој молби 18. септембра 1972. године у Манастир Тумане код Голубца.
После смрти игуманије Лукије (Пауновић), 20. новембра 1986. године а одлуком епископа браничевскога господина Хризостома (Војиновић), постављена је за игуманију Манастира Тумане. За време њеног управљања манастиром фрескописана је црква и постављена нова фасада на манастиру и покривена је бакарним лимом 1991. године.
Упокојила се у Господу 20. августа 2001. године у Манастиру Тумане. Сахрањена је 22. августа на монашком гробљу. Опело је извршио епископ браничевски господин Игнатије (Мидић), уз саслужење свештеномонаха и монахиња.